# Кіровська сільська рада (Локтівський район)
Кі́ровська сільська рада (рос. Кировский сельский совет) — сільське поселення у складі Локтівського району Алтайського краю Росії.
Адміністративний центр — селище Кіровський.

## Населення
Населення — 978 осіб (2019; 1149 в 2010, 1294 у 2002).

## Склад
До складу сільської ради входять:
| Населений пункт    | Населення, осіб (2002) | Населення, осіб (2010) |
| ------------------ | ---------------------- | ---------------------- |
| Кіровський, селище | 1222                   | 1140                   |
| Мирний, селище     | 59                     | 8                      |
| Степний, селище    | 13                     | 1                      |